# 花房山 (岐阜県)

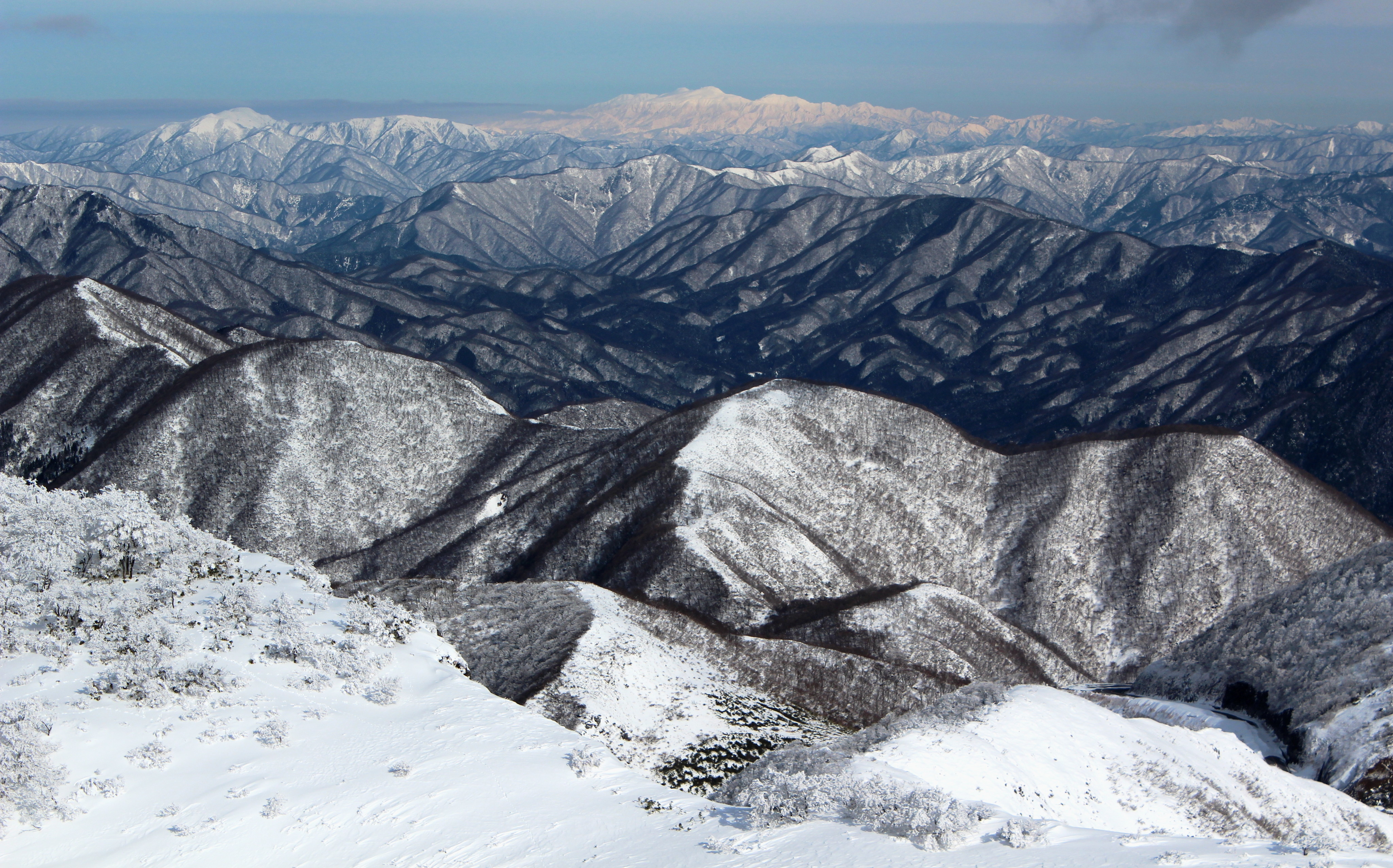
伊吹山から望む北側の展望、手前は伊吹山北尾根（左から国見岳、大禿山、御座峰）その奥に小津三山（左から小津権現山、花房山、雷倉）、最奥に能郷白山と白山

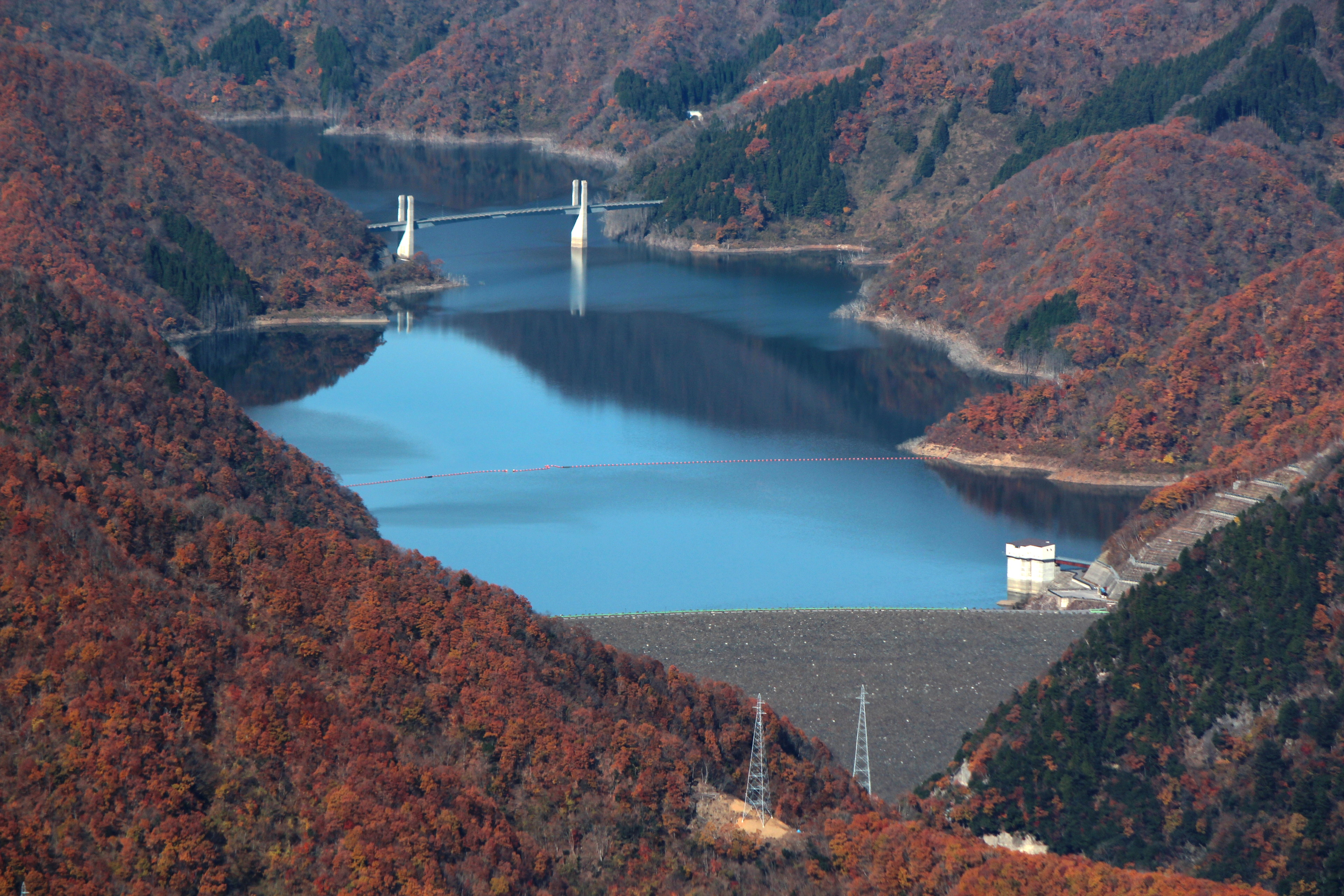
花房山頂上から望む徳山ダムと国道417号の徳之山八徳橋

花房山（はなぶさやま）は、両白山地南部（越美山地）の岐阜県揖斐郡揖斐川町にある標高1,189 mの山。

## 概要
濃尾平野から北西に小津三山の山並みを望むことができ、その中央にある最高峰である。ぎふ百山の一つに選定されている。ミズナラなどの落葉広葉樹林とスギ、ヒノキなどの植林地が混在する。周辺は岐阜県下では降水量が多い地域で冬には冠雪し、山麓ではシイタケやゼンマイが特産品である。周辺の山域は「尾蔵谷休猟区」の指定を受けている。南麓にはマンガンを産出していた花房鉱山があった。南西山麓の揖斐川町東杉原は廃村となった。その西隣の揖斐川町鶴見には、藤橋城と西美濃天文台がある。

## 登山道
北西山麓の廃村となった揖斐川町東杉原からの標高点（706 m地点）を通る北西の尾根に登山道が切り開かれていて、痩せ尾根部の登山道脇などではイワウチワの群落があり春先に花が見られる。また南山腹にあるモレ谷林道から小津権現山との鞍部に至り、標高点（1,096 m地点）を通る尾根伝いのルートがある。モレ谷林道の終点付近から山頂方面から南東方向に枝分かれする尾根の藪の踏み跡をたどって登られることもある。従来小津権現山と花房山間の稜線は藪に覆われていて歩行困難であったが、2012年（平成24年）頃に藪が刈り払われて小津権現山からの縦走が可能となった。登山適期は春と秋、新緑は5月初旬ごろで紅葉は10月下旬ごろ、夏期などにはヤマビルに注意を要する。東海自然歩道が南山麓の揖斐川町小津を通っている。花房山と雷倉の間の稜線は藪に覆われ登山道はなく、歩行困難である。奥美濃の多くの山には登山道がなく、花房山に登山道が開設される以前は残雪によって藪が抑えられている3-4月頃が登山適期とされていた。山頂は見晴らしが良く、北側の眼下には徳山ダムを見下ろすことができ、能郷白山、白山、北アルプス、御嶽山などの山並みを望むことができる。

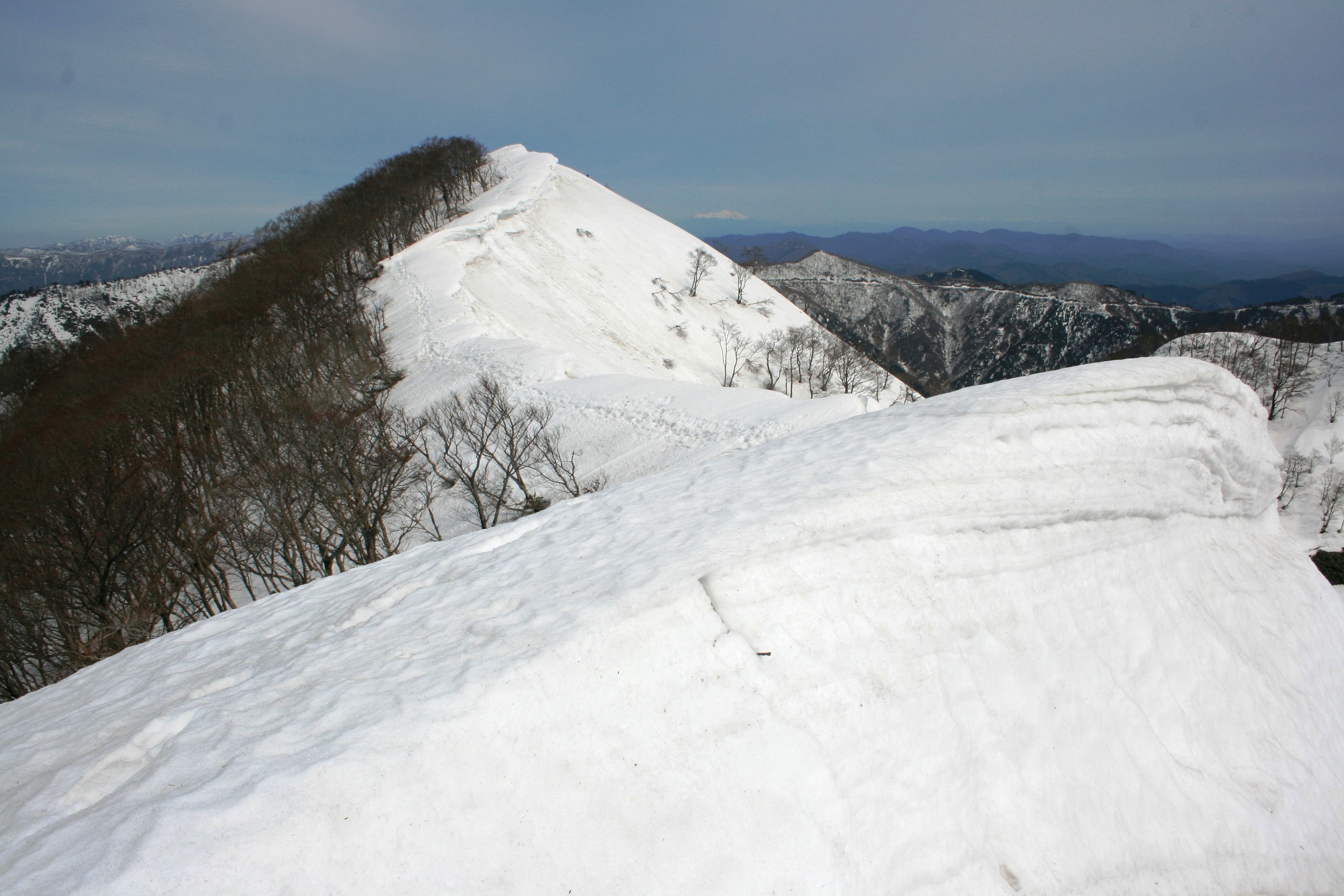
南西のピークから望む花房山の雪庇、登山道が開設されるまでは藪山であったことから残雪期に登られることが多かった
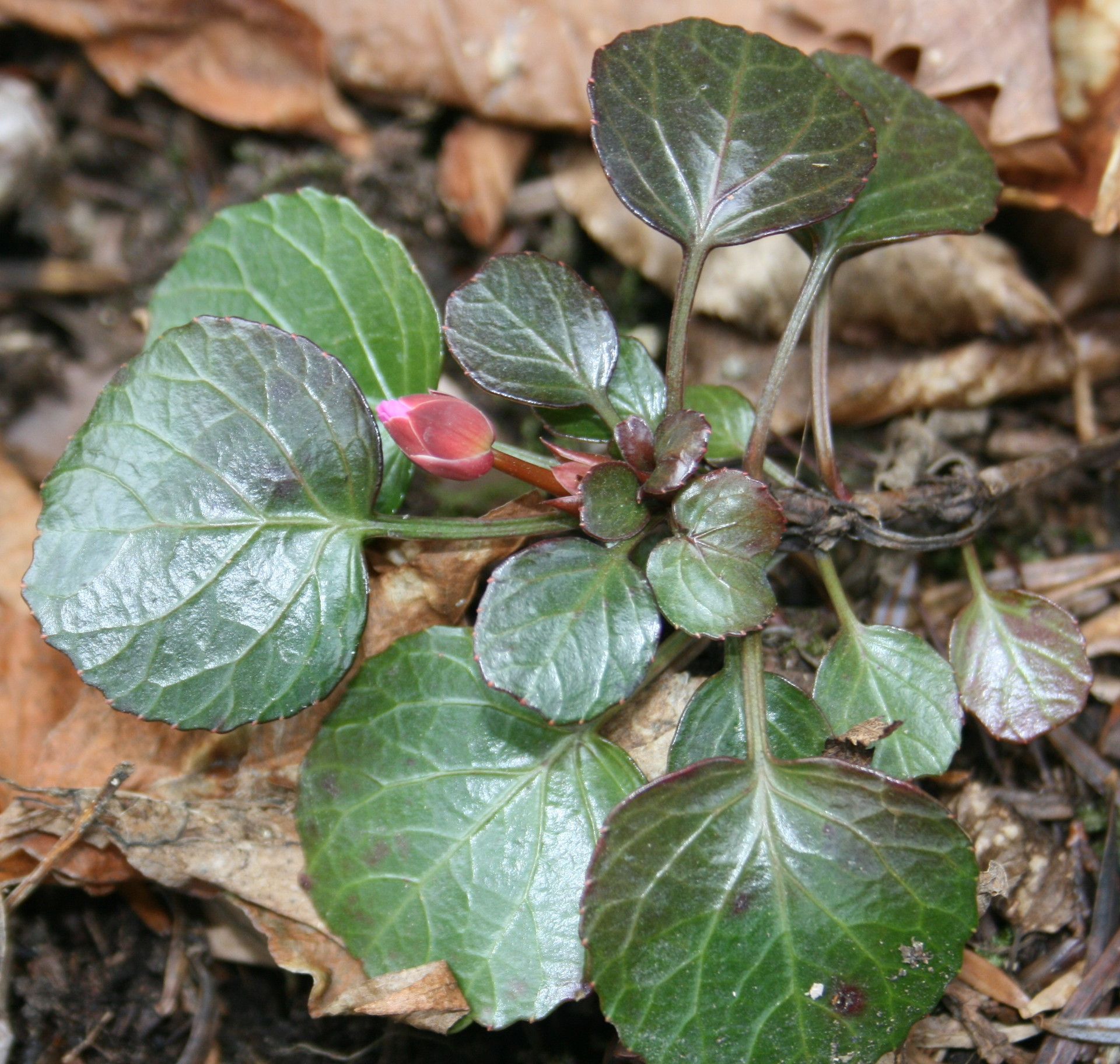
北西尾根の登山道上などにイワウチワの群落がある
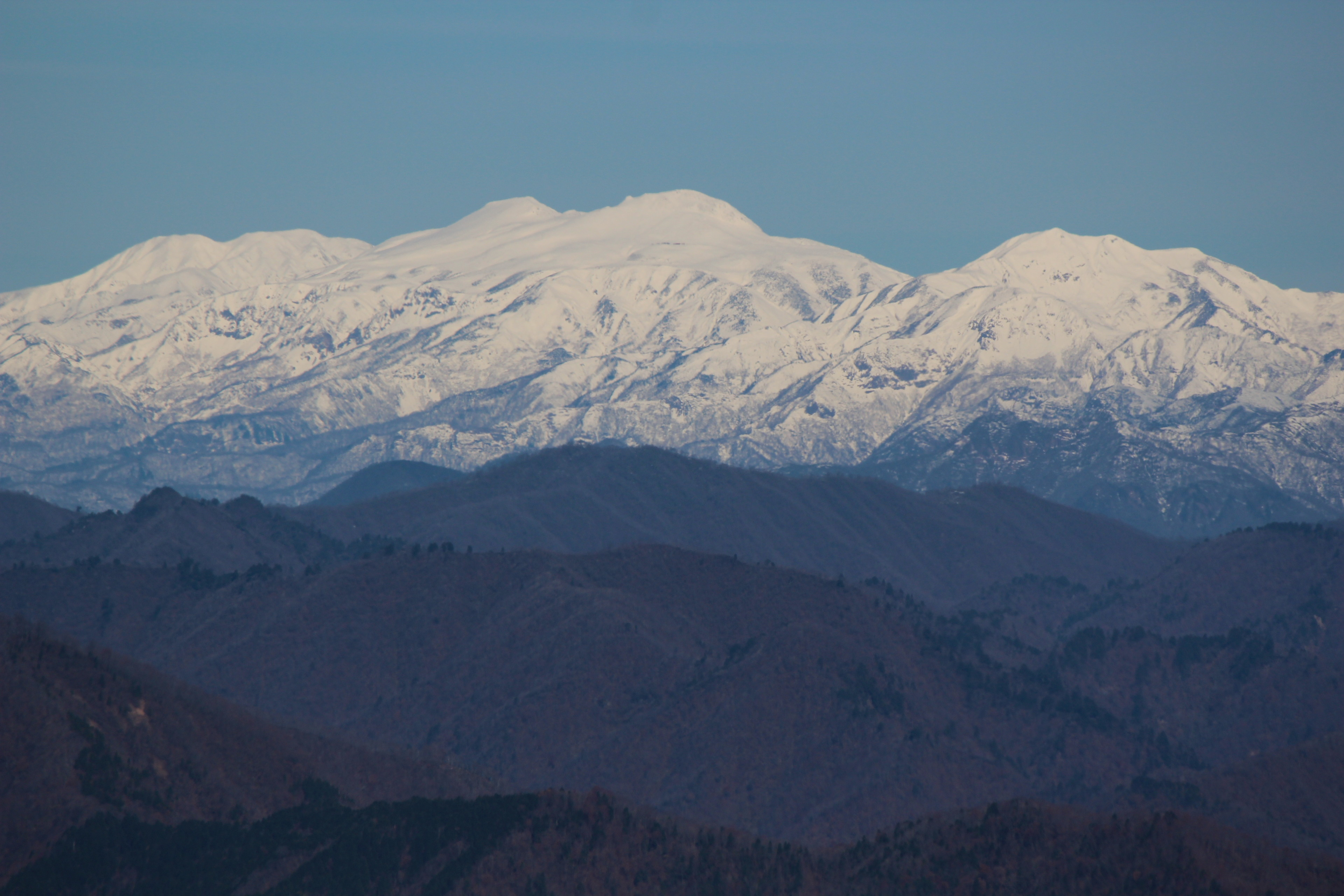
山頂から望む白山と別山（両白山地）
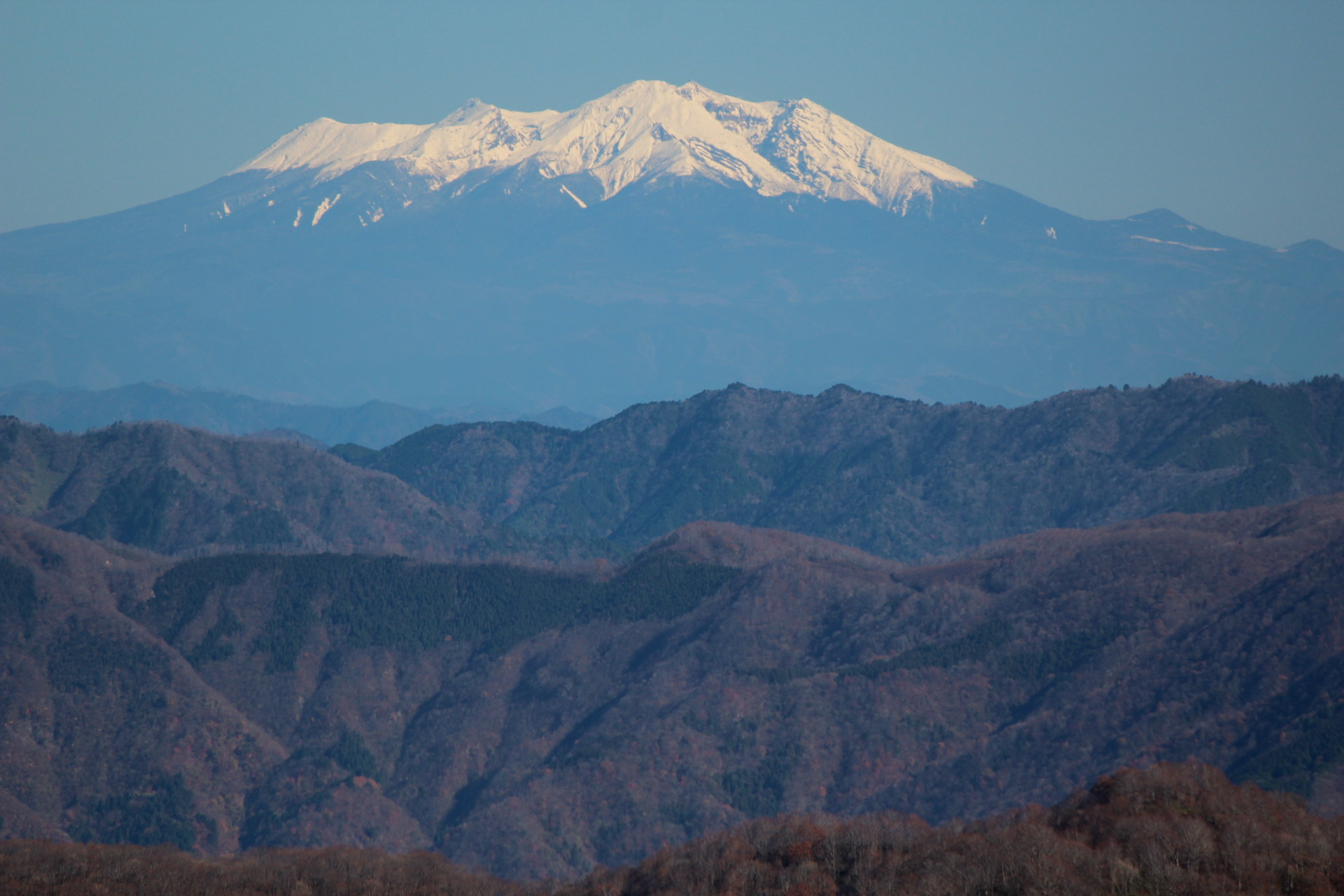
山頂から望む御嶽山

## 地理
山の西側は揖斐郡の旧藤橋村、東側は旧久瀬村であった。2005年（平成17年）1月31日に揖斐川町との合併により全域が揖斐川町に属する。山頂部で三方向からの尾根が合流する。

### 周辺の山
両白山地の西の主峰である能郷白山から南に延びる枝尾根上にあり、北東に雷倉、南西に小津権現山がある。
| 山容                                                                              | 山名       | 標高 （m） | 三角点等級 基準点名 | 花房山からの 方角と距離（km） | 備考                      |
| --------------------------------------------------------------------------------- | ---------- | ---------- | ------------------- | ----------------------------- | ------------------------- |
| 花房山から望む高賀三山、遠景は冠雪した中央アルプス と南アルプス（2012年11月25日） | 高賀山     | 1,224.19   | 一等 「高賀山」     | 東 31.3                       | 高賀三山                  |
| 花房山から望む冠山（2012年11月25日）                                              | 冠山       | 1,256.57   | 三等 「冠山」       | 北北西 20.3                   | 日本三百名山              |
| 花房山から望む能郷白山（2012年11月25日）                                          | 能郷白山   | 1,617.37   | 一等 「能郷白山」   | 北 15.8                       | 日本二百名山              |
| 花房山から望む雷倉（2008年12月16日）                                              | 雷倉       | 1,168.63   | 二等 「矢谷」       | 北東 3.1                      | 小津三山                  |
| 北東の雷倉から望む花房山（2009年4月29日）                                         | 花房山     | 1,189.49   | 三等 「水飲」       | 0                             | 小津三山の最高峰          |
| 花房山方面から望む小津権現山（2010年3月22日）                                     | 小津権現山 | 1,157.70   | 二等 「小津」       | 南西 3.4                      | 小津三山                  |
| 花房山から望む金糞岳（2010年3月22日）                                             | 金糞岳     | 1,317      |                     | 西南西 18.2                   | 滋賀県の第2高峰           |
| 伊吹山                                                                            | 伊吹山     | 1,377.33   | 一等 「伊吹山」     | 南南西 24.7                   | 日本百名山 滋賀県の最高峰 |

### 源流の河川
西側に揖斐川が流れ、横山ダム（奥いび湖）の東北東7 kmに位置し、その上流にある総貯水容量が日本最大の徳山ダムの南南東6 kmに位置する。以下の伊勢湾へ流れる揖斐川の支流の源流となる山である。
- 尾蔵谷、東前の谷、矢中谷：揖斐川の支流
- 樽谷・オオハンバラ谷[12]・モレ谷：小津川の支流、小津川の上流部の高地谷には花房ノ滝があり、遊歩道が整備されていた[3]。

### 交通・アクセス
西山麓の揖斐川右岸沿いに国道417号が通り、南山麓の揖斐川町小津に岐阜県道268号神原西津汲線が通る。周辺の山域には、南山腹のモレ谷林道、南東山腹の高地谷林道などの林道が通る。
- 樽見鉄道樽見線の神海駅の北西14 kmに位置する[5]。
- 養老鉄道養老線の終着駅である揖斐駅の北北西17 kmに位置する。
- 東海環状自動車道大垣西インターチェンジの北北西28 kmに位置する。

## 花房山からの展望

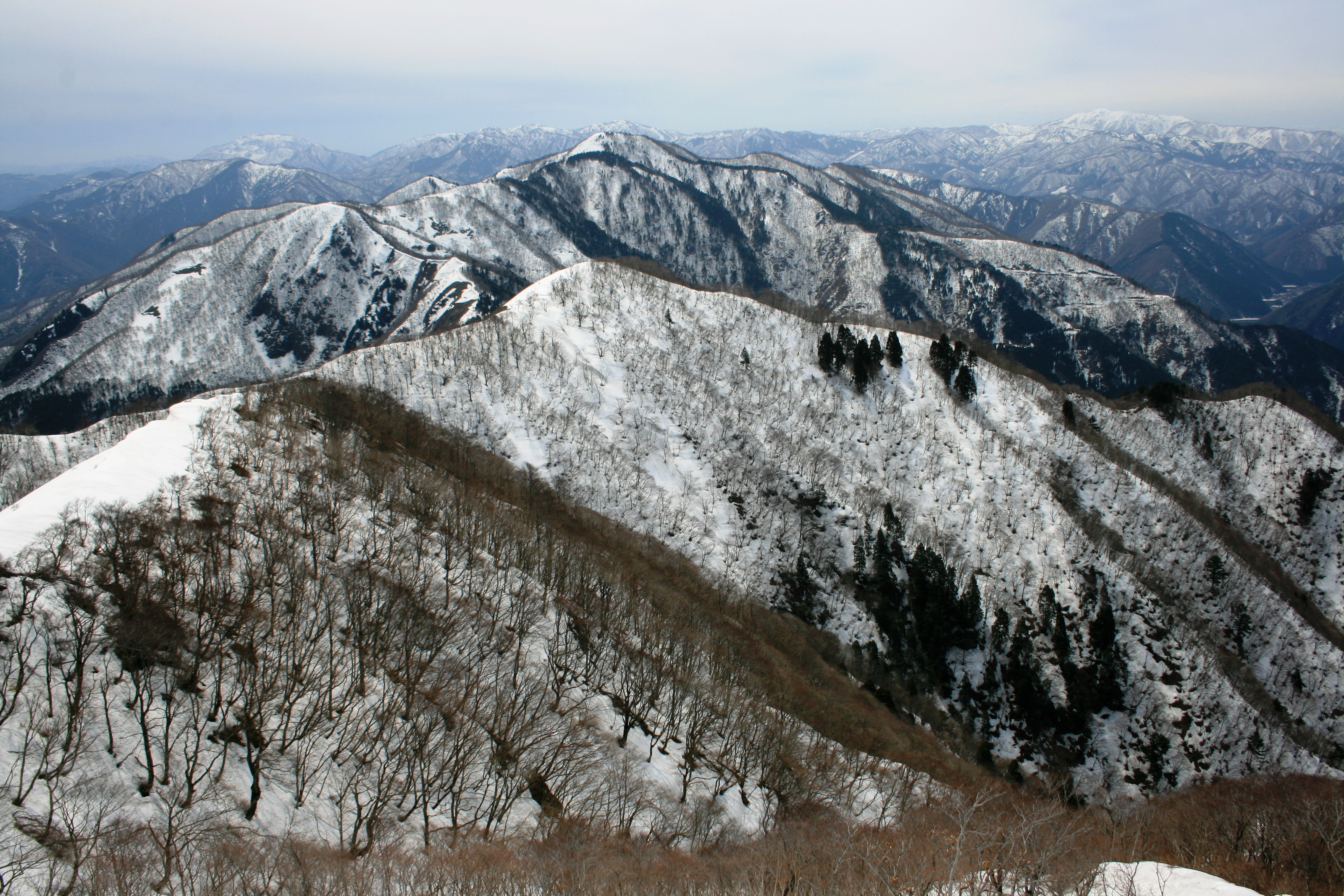
花房山から望む南側の展望
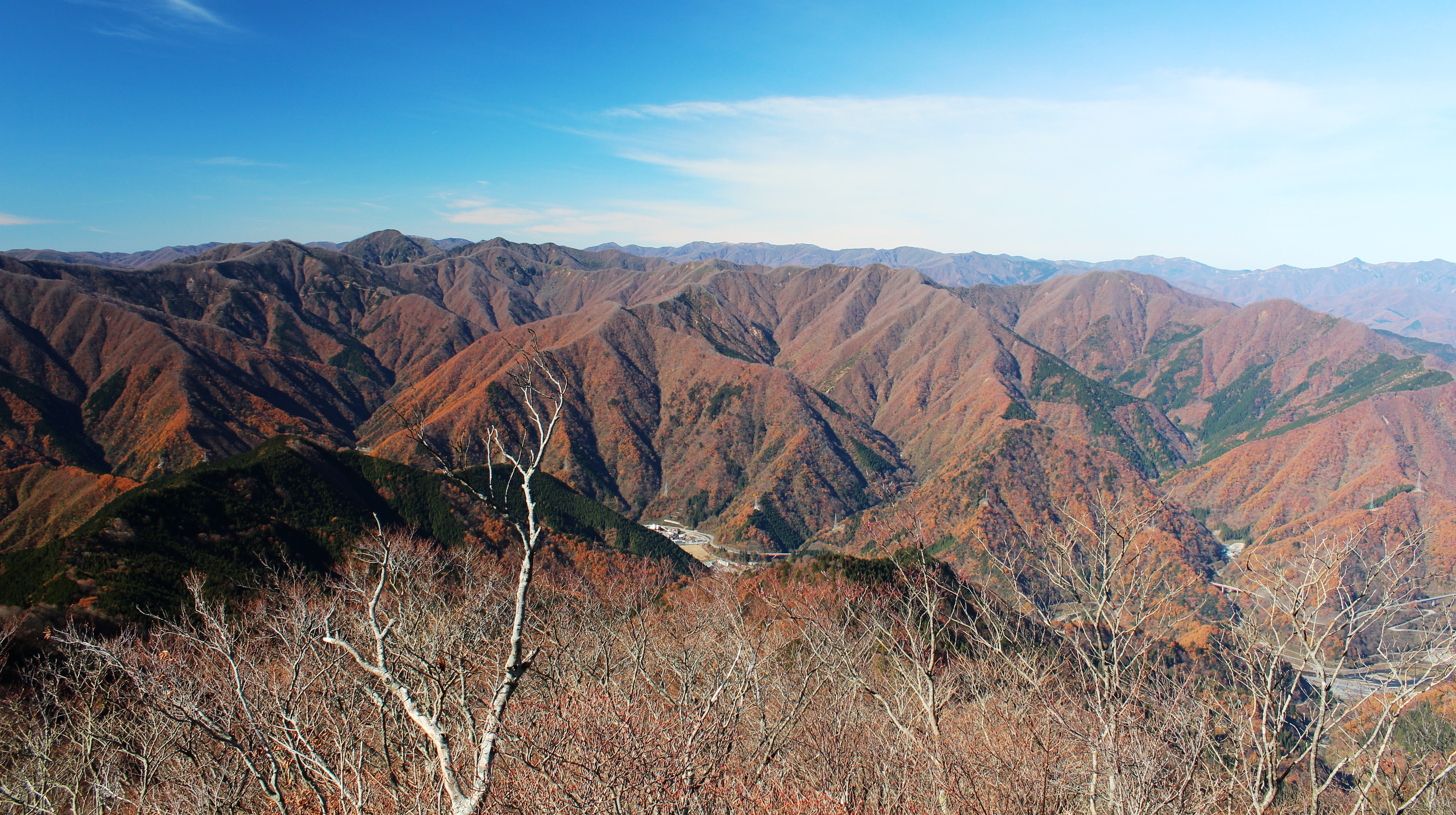
花房山から望む西側の展望
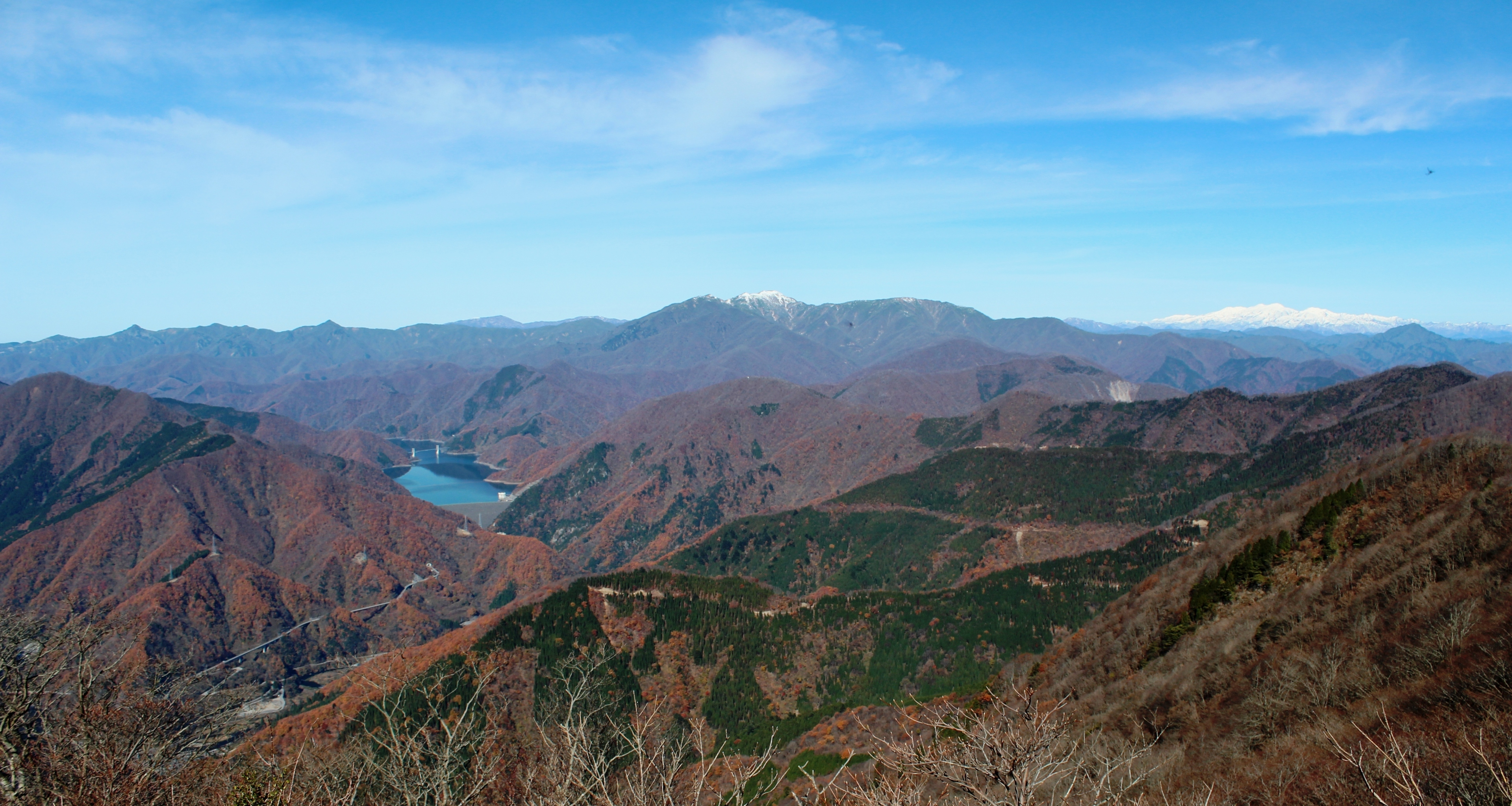
花房山頂上から望む北側の展望（徳山ダムと能郷白山）
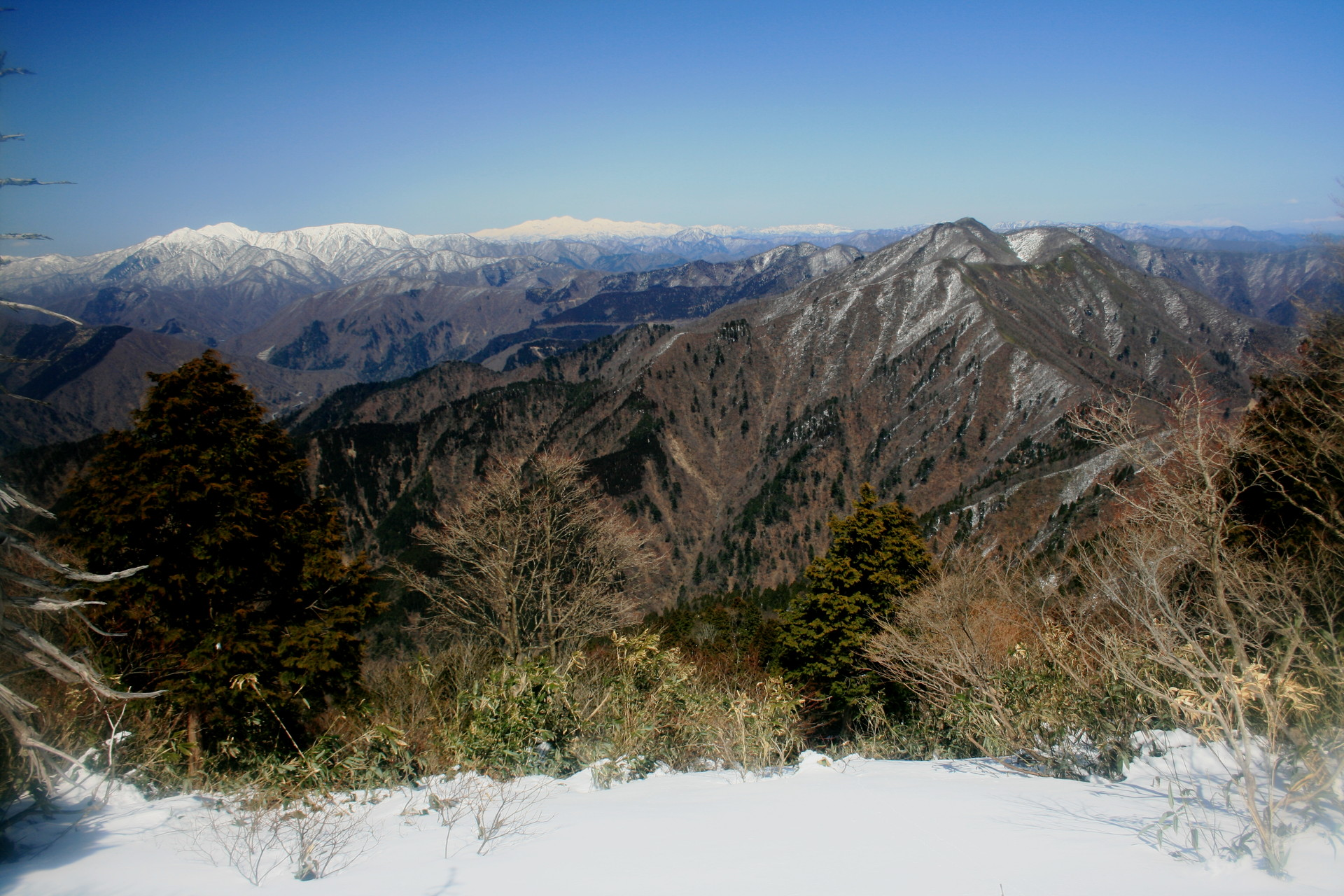
南西の小津権現山から望む花房山と遠景の白山を主峰とする両白山地の山並み